# خوان أوسوريو
خوان أوسوريو (بالإسبانية: Juan Osorio Ortiz)‏ هو منتج تلفزيوني مكسيكي، ولد في 24 يونيو 1957 في مدينة مكسيكو في المكسيك.

## وصلات خارجية
- خوان أوسوريو على موقع IMDb (الإنجليزية)
- خوان أوسوريو على موقع قاعدة بيانات الفيلم (الإنجليزية)